# Thunder Road (bài hát)
"Thunder Road" là ca khúc của ca sĩ người Mỹ Bruce Springsteen, mở đầu cho album nổi tiếng Born to Run (1975). Đây được coi là một trong những sáng tác thành công nhất của Springsteen, và thường xuyên có tên trong các danh sách các ca khúc vĩ đại nhất lịch sử nhạc rock. Tạp chí Rolling Stone cũng xếp hạng ca khúc này ở vị trí 86 trong danh sách "500 bài hát vĩ đại nhất" của họ vào năm 2004.

## Thành phần tham gia sản xuất
- Bruce Springsteen – guitar điện, hát chính, Hohner Marine Band harmonica.
- Garry Tallent – bass.
- Max Weinberg – trống.
- Roy Bittan – piano, glockenspiel, piano điện Fender Rhodes, hát bè.
- Mike Appel – hát bè.
- Steve Van Zandt – hát bè.
- Clarence Clemons – tenor saxophone.